# Frederiksstaden

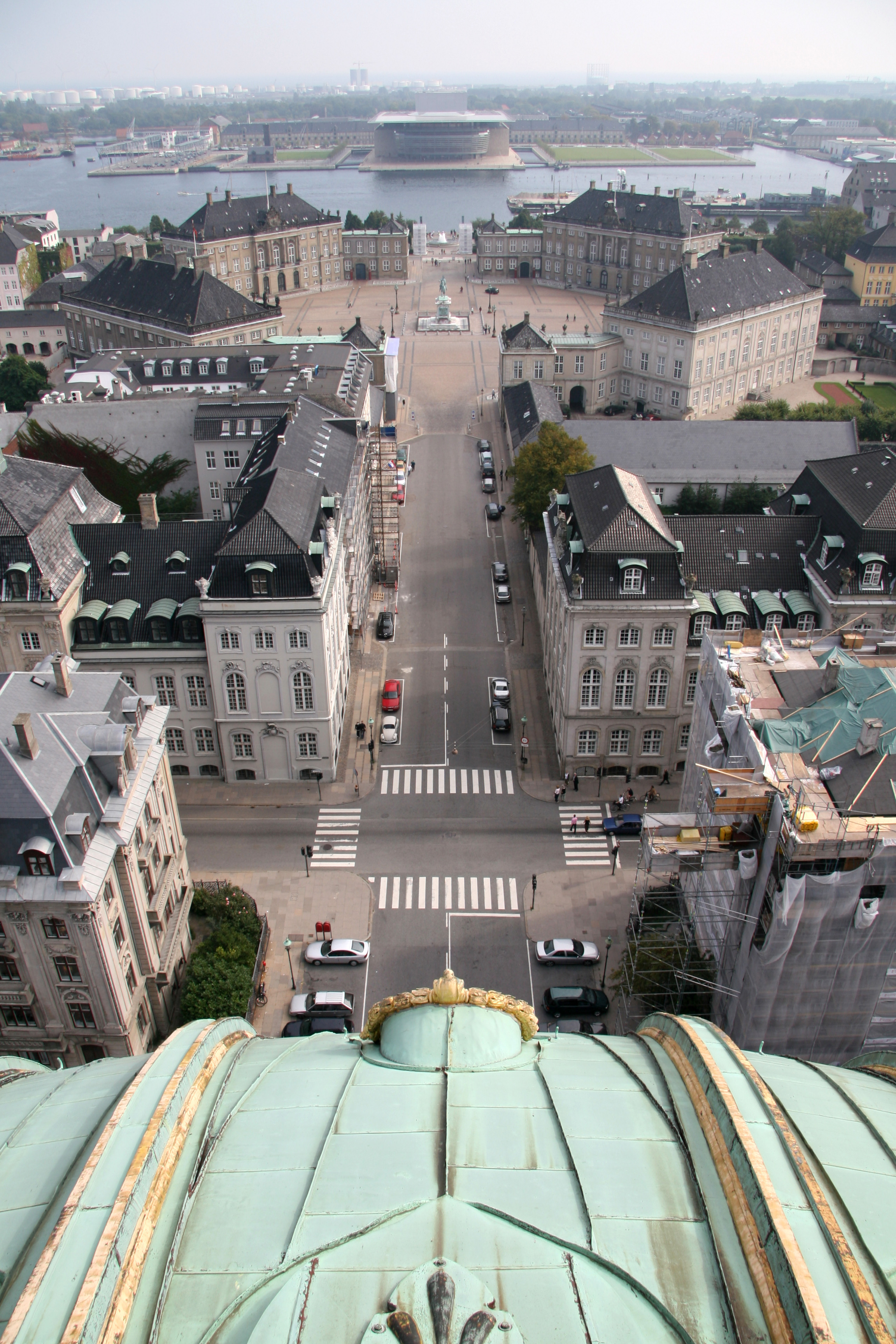
L'axe principal de Frederiksstaden vu de la coupole de la Marmorkirken.

Frederiksstaden est un quartier de la ville de Copenhague.

## Histoire
Sa construction débuta en 1749 à l'occasion du tricentenaire de la dynastie Oldenbourg. En effet, 300 ans auparavant, la famille Oldenbourg avait pris possession du trône du Danemark. 
Frederik V nomma le comte Moltke chef de projet, et Nicolai Eigtved fut responsable des travaux architecturaux. Il fut décidé que le centre de ce nouveau quartier soit le château d'Amalienborg et la Marmorkirken.

## Sites et monuments
- Marmorkirken, église
- Medicinsk Museion, musée d'histoire de la médecine